# Sphinctus serotinus

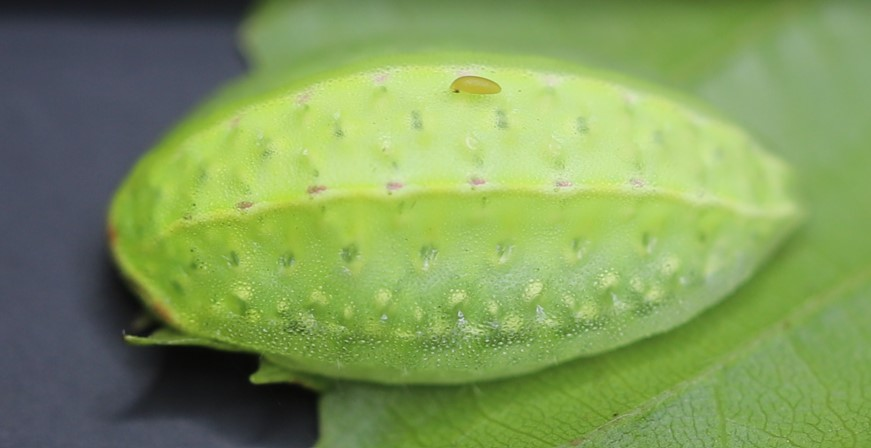
Raupe des Großen Schneckenspinners mit Schlupfwespen-Ei

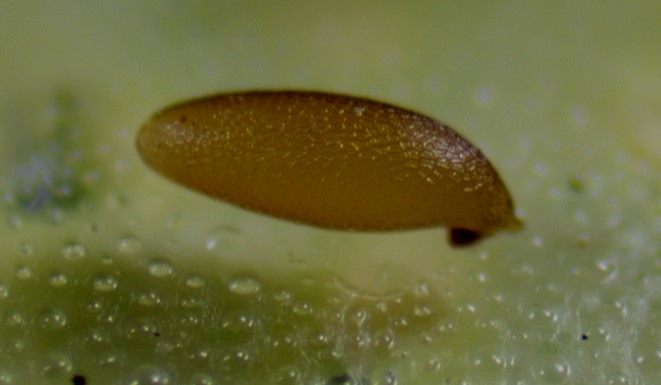
Schlupfwespen-Ei in vergrößerter Ansicht

Sphinctus serotinus ist eine Schlupfwespe aus der Unterfamilie der Tryphoninae. Die Art wurde von Carl Gravenhorst 1829 erstbeschrieben. Das lateinische Art-Epitheton serotinus bedeutet „spät“ oder „spätreif“ und bezieht sich offensichtlich auf deren spätes Erscheinen im Jahr. Sphinctus serotinus ist in Europa die einzige Art der Gattung Sphinctus. Die Gattung ist ansonsten in der östlichen Paläarktis, der Orientalis sowie in der Neotropis vertreten und wird als einziger Vertreter der Tribus Sphinctini betrachtet.

## Merkmale
Die schwarz-gelb gemusterten Schlupfwespen sind etwa 14 mm lang. Sie nutzen eine Mimikry und ahmen dabei das Aussehen von Faltenwespen nach.
Die Schlupfwespen besitzen eine schwarze Grundfarbe. Die Facettenaugen weisen einen gelben Innen- und Außenrand auf. Die relativ dicken Fühler sind vollständig schwarz gefärbt. Der Vorderrand des Pronotums ist gelb gefärbt. Auf dem Mesoscutum (Rückenplatte) befindet sich vorne seitlich jeweils ein gelber Fleck. Ein weiterer kleinerer gelber Fleck befindet sich unterhalb der Vorderflügelbasis. Auf dem Scutellum befinden sich zwei gelbe Flecke, die auch miteinander verschmolzen sein können. Der Petiolus ist schwarz. Die Hinterleibs-Tergite der Weibchen weisen gewöhnlich einen schmalen basalen schwarzen Rand auf und sind ansonsten breitflächig gelb gefärbt und tragen meist jeweils zwei kleinere schwarze Flecke. Die Tergite der Männchen sind überwiegend schwarz gefärbt mit einem schmaleren gelben apikalen Rand. Der kurze Ovipositor der Weibchen ist relativ zum Hinterleibsende nach oben gerichtet. Für beide Geschlechter gilt: Die Femora sind schwarz mit einem gelben apikalen Ende. Die Tibien sind gelb mit einem schwarzen apikalen Ende. Die Tarsen sind schwarz. Die Vorderflügel weisen eine charakteristische Flügeladerung auf. Das schmale Pterostigma ist gewöhnlich hellbraun gefärbt. Von dessen vorderem Drittel führt eine Flügelader zum annähernd dreieckigen, tatsächlich aber vierseitigen Areolet (kleine geschlossene Zelle). Die Vorderflügel sind teilweise mehr oder weniger stark verdunkelt, entweder nur die Flügelspitze oder der gesamte Vorderrand.
Das gestielte länglich-ovale Schlupfwespen-Ei ist etwa einen Millimeter lang und weist eine hellbraune Färbung auf.

## Verbreitung
Sphinctus serotinus ist in Mittel-, Ost- und Südosteuropa verbreitet. Das Vorkommen reicht im Norden bis nach Schweden und England, im Süden bis nach Italien sowie im Osten und Südosten bis nach Polen, Rumänien und Bulgarien.

## Lebensweise
Sphinctus serotinus ist ein koinobionter Ektoparasitoid. Dies bedeutet, dass der Wirt von außen „gefressen“ wird, dieser aber längere Zeit weiterlebt. Die einzige nachgewiesene Wirtsart ist der Große Schneckenspinner (Apoda limacodes), dessen nacktschneckenförmige Raupen an den Blättern verschiedener Laubbäume wie Hainbuche und Stieleiche anzutreffen sind. Die Schlupfwespen fliegen im Spätsommer und Frühherbst zwischen Mitte August und Anfang November. In dieser Zeit befinden sich die Wirtsraupen üblicherweise im vorletzten oder letzten Larvenstadium. Bis zu diesem Zeitpunkt waren die Raupen im Visier anderer Parasitoide wie Phobocampe alticollis aus der Unterfamilie der Campopleginae sowie der Brackwespen Dolichogenidea lacteicolor aus der Unterfamilie der Microgastrinae und Triraphis tricolor aus der Unterfamilie der Rogadinae, so dass angenommen werden darf, dass die verbliebenen Raupen von diesen nicht parasitiert wurden. Das Schlupfwespen-Weibchen verankert ein gestieltes Ei in der Cuticula der Wirtsraupe. Bei einer Häutung würde diese abgeworfen und das Schlupfwespen-Ei wäre nicht mehr an seinem Wirt befestigt. Aus diesem Grund werden ausschließlich die Raupen im letzten Larvenstadium parasitiert. Gewöhnlich wird eine Wirtsraupe nur mit einem Ei belegt, da sich das Weibchen nach der Eiablage sofort von der Wirtsraupe entfernt und mehrere Larven eine verringerte Überlebenschance bedeuten. Die Wirtsraupe lässt sich im Herbst auf den Boden fallen und spinnt dort einen sehr festen, braunen Kokon, in dem sie normalerweise als Präpuppe den Winter verbringt und sich im Frühjahr verpuppt. Die Schlupfwespenlarve schlüpft gewöhnlich, nachdem der Kokon fertig gestellt ist. Sie bleibt bis ins Frühjahr an der Eischale verankert und ernährt sich nur geringfügig von der Präpuppe, ohne dabei eine Diapause einzulegen. Die Präpuppe weist in diesem Zeitraum nur geringere oberflächliche Verletzungen auf. Bei Versuchen wurde festgestellt, dass die Larve etwa Anfang Mai die Eischale verlässt und aufgrund verstärkter Fraßaktivität an der Präpuppe erheblich an Größe gewinnt. Die Schlupfwespenlarve häutet sich mehrmals. Gegen Ende Juli hat die Schlupfwespenlarve gewöhnlich ihre Fraßtätigkeit abgeschlossen und beginnt mit der Verpuppung.